# Isla Smith (Washington)
La isla Smith  es una isla del archipiélago de las islas San Juan, situadas en el estrecho de Georgia. Pertenecen al Estado de Washington, Estados Unidos.
La isla está deshabitada, según el censo de 2000. Se encuentra entre el islote Admiralty y la isla López. Es una isla baja y cubierta por césped, en la que crecen unos pocos árboles. Es un importante centro avícola. Forma parte del Refugio Nacional para la Vida Salvaje de las Islas San Juan. En 1858 se construyó un faro. Originalmente el faro se encontraba a 200 metros de la costa, pero la isla comenzó a erosionarse y en 1950 la costa se encontraba ya en la puerta del faro, que tuvo que ser abandonado. Entre 1980 y 1998 los restos del faro fueron tragados por el mar.